# Epsilon Microscopii
Epsilon Microscopii è una stella nella costellazione del Microscopio di magnitudine +4,72, distante 182 anni luce dal sistema solare.
Si tratta di una stella bianca di sequenza principale di tipo spettrale A1V, con una massa ed un raggio poco più che doppi rispetto a quelli del Sole, e una luminosità 36 volte superiore. La temperatura superficiale della stella è di circa 8800 K.